# Basename
A basename egy standard UNIX program, mely egy útvonalból adja vissza az eredményt. Az útvonallal megadott fájlnak nem kell léteznie: csak a neve számít.
A program kitörli az utolsó slash-ig ('/') a karaktereket, a fennmaradtakat pedig kiírja eredményként. A basename parancs leírása megtalálható az Egyszerű UNIX Specifikációban. Gyakran használják shell scriptek írásakor.

## Használata
A basename parancs általános alakja:
```
basename string [suffix]
```

string
Az útvonal
suffix
Ha meg van adva, akkor a basename parancs törli.

## Példa
```
$ basename /home/jsmith/base.wiki 
```

base.wiki
```
$ basename /home/jsmith/base.wiki .wiki
```

base